# Продавница тајни (књига)
Продавница тајни (итал. La boutique del mistero) кратка проза је италијанског писца Дина Буцатија (итал. Dino Buzzati), романописца, приповедача и новинара. Објављена је 1968. године, а на српски је преведена и публикована 2019. године 

## О делу
Буцати је приредио Продавницу тајни две године пре смрти. То је практично каталог његових приповедака. Аутор је приказао унутрашњи свет различитих тонова, богатство речника од визионарског до реалистичног и гротескног, преко лирског до научнофантастичног.
Буцати је мајстор кратких прича. У кљизи има тридесед једна прича, а теме су различите са сликовитом атмосфером. Приче о смрти су посебне вредности у причама: Огртач, Грбе у врту, Бубашваба, Два возача. Религија у следећим причама ствара посебну збрку: Крај света, Божићна прича, Тањир се спушта. Пас који је видео Бога је можда и најбоља прича.
У једној причи је главни лик капљица воде која се пење уз степенице уместо да силази. Клизи кривудаво у смеру у ком не би требало и то сваке вечери.